# Liparis rockii
Liparis rockii är en orkidéart som beskrevs av Paul Ormerod. Liparis rockii ingår i släktet gulyxnen, och familjen orkidéer. Inga underarter finns listade i Catalogue of Life.